# Yolanda Be Cool
Yolanda Be Cool — австралийский музыкальный дуэт. Объединившись с австралийским продюсером DCUP (Дункан МакЛеннан) они выпустили сингл «We No Speak Americano» на независимом, основанном ими же, австралийском лейбле Sweat It Out. В сингле используется семпл из песни Ренато Карозоне «Tu vuò fà l'americano», выпущенной в 1956.
Сингл «We No Speak Americano» возглавлял датский, голландский и шведский чарты, поднялся в Top 5 в Австралии, Бельгии, Испании, Норвегии и Великобритании. Также он находился в чартах в Италии, Новой Зеландии и некоторых других странах.
До этого, в 2009 году, Yolanda Be Cool сотрудничали с DCUP при создании ремикса их хита «Afro Nuts».
Название группы — отсылка к фильму Криминальное чтиво, где герой Сэмюэля Джексона, Джулс Уиннфилд, говорит Иоланде «будь спокойнее».

## Дискография

### Синглы
| Год  | Название                | Чарты | Чарты | Чарты | Чарты | Чарты | Чарты | Чарты | Чарты | Чарты | Чарты | Чарты | Чарты | Чарты | Чарты | Чарты | Чарты | Чарты | Чарты | Чарты | Чарты | Сертификация   |
| Год  | Название                | ARG   | AUS   | BEL   | BRA   | CAN   | DEN   | ESP   | FIN   | GER   | AUT   | SUI   | IRL   | ITA   | NED   | NZL   | NOR   | SWE   | ROM   | RUS   | UK    | Сертификация   |
| ---- | ----------------------- | ----- | ----- | ----- | ----- | ----- | ----- | ----- | ----- | ----- | ----- | ----- | ----- | ----- | ----- | ----- | ----- | ----- | ----- | ----- | ----- | -------------- |
| 2009 | «Afro Nuts»             | -     | -     | -     | -     | -     | -     | -     | -     | -     | -     | -     | -     | -     | -     | -     | -     | -     | -     | -     | -     |                |
| 2009 | «Holy Cow»              | -     | -     | -     | -     | -     | -     | -     | -     | -     | -     | -     | -     | -     | -     | -     | -     | -     | -     | -     | -     |                |
| 2010 | «We No Speak Americano» | 1     | 4     | 1     | 1     | 54    | 1     | 2     | 1     | 1     | 1     | 1     | 1     | 2     | 1     | 2     | 4     | 1     | 1     | 9     | 1     | - DEN: Платина |